# Antonio Bonifacio
Antonio Bonifacio (* 21. April 1957 in Cosenza) ist ein italienischer Filmregisseur.

## Leben
Bonifacio war ab 1978 in kleineren Rollen als Schauspieler beim Film zu sehen und sammelte Erfahrungen auf der Bühne sowie als Synchronsprecher; ab 1982 war er Regieassistent bei Filmen von u. a. Antonio D’Agostino und Aristide Massaccesi. Für dessen Produktionsfirma drehte er auch 1989 seinen ersten Film, den Giallo-Horrorfilm Appuntamente in nero. In der Folgezeit drehte er einige mäßig interessante Filme, bis er 1998 mit Laura non c’è einen großen Publikumserfolg landen konnte. Im neuen Jahrtausend war er vornehmlich für das Fernsehen tätig.

## Filmografie (Auswahl)
- 1989: Appuntamente in nero
- 1993: Kreola (Kreola)
- 1998: Laura non c'è
- 1999: Mein Partner auf vier Pfoten (Turbo) (Pilotfilm der Fernsehserie)